# Macizo de Ziama

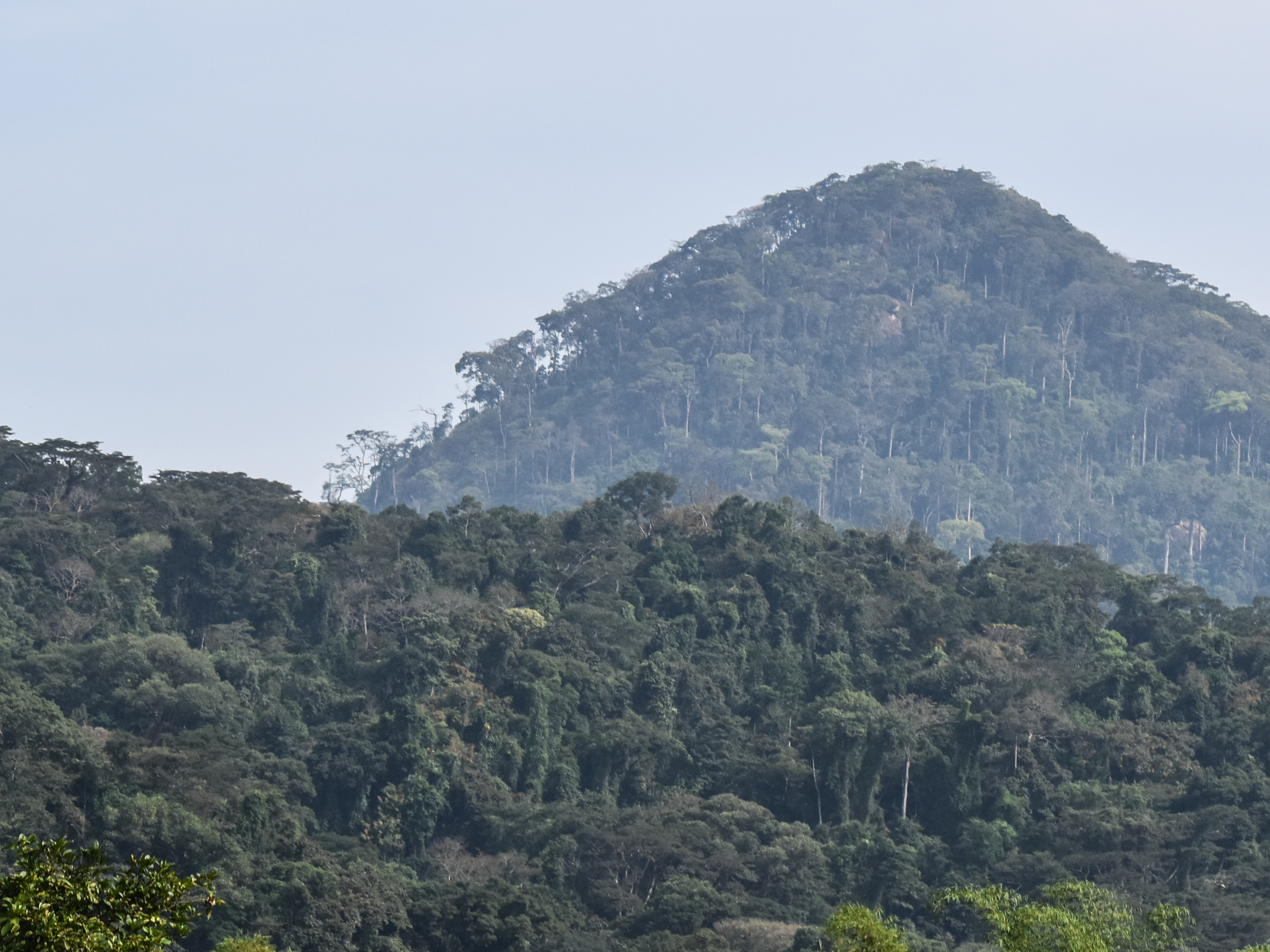
Paisaje del macizo de Ziama

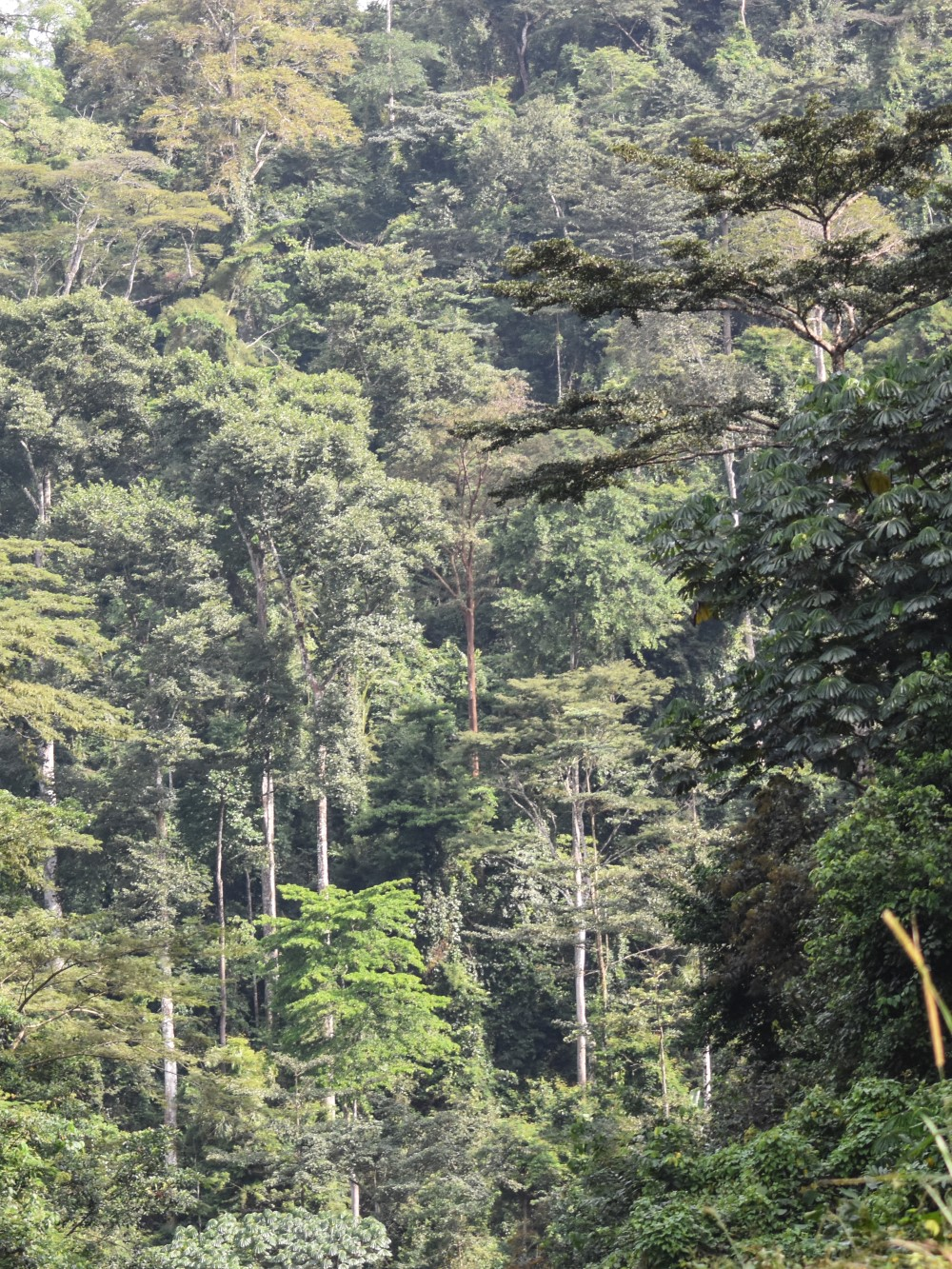
Bosque montano cerca de Sérédou (límite norte del macizo de Ziama)

El macizo de Ziama es una cadena de montañas boscosa en la región de Nzérékoré en el sudeste de Guinea.

## Geografía
El macizo de Ziama se extiende al noreste-suroeste, continuando hacia el sur en Liberia como las montañas Kpo. Las laderas orientales están drenadas por el río St. Paul, y las laderas occidentales por el río Lofa; ambos ríos discurren hacia el suroeste a través de Liberia para desembocar en el Océano Atlántico. Los puntos más altos del macizo alcanzan casi 1.400 metros sobre el nivel del mar. El paisaje boscoso incluye valles, mesetas, crestas redondeadas, picos rocosos, escarpados acantilados y afloramientos de granito

## Flora y fauna
El macizo de Ziama forma parte de la ecorregión de los bosques de montaña guineanos y alberga una flora y fauna distinta de las tierras bajas circundantes.

## Reserva natural estricta de Ziama
El bosque de Ziama fue designado reserva natural en 1932 y aprobado como Reserva de la Biosfera por la UNESCO en 1980, cubriendo 1.161,70 km². Está considerado por los conservacionistas como una reliquia de la cada vez menor formación boscosa de la Alta Guinea. La Reserva de la Biosfera del macizo de Ziama  alberga más de 1.300 especies de plantas y más de 500 especies de animales